# 192 г. пр.н.е.
192 (сто деветдесет и втора) година преди новата ера (пр.н.е.) е година от доюлианския (Помпилийски) римски календар.

## Събития

### В Римската република
- Консули са Луций Квинкций Фламинин и Гней Домиций Ахенобарб.
- 7 март – Квинт Марций Рала освещава храма на Вейовис на Капитолия.[1]
- Наложени са глоби на лихварите.[2]

### В Гърция
- Римски пратеници, сред които Тит Квинкций Фламинин пристигат в Гърция, за да осигурят лоялност сред съюзниците на Рим. Преторът Ацилий Серан е изпратен с флот. Фламинин осигурява верността на тесалийците.[3]
- Етолийците, които се разбунтуват срещу устроения от римляните мирен ред, опитват да овладеят Спарта, Халкида и Деметриас. При Спарта те се провалят, благодарение на бързата намеса на Ахейския съюз, дори след като са убили спартанския цар Набис, с Халкида те също търпят неуспех, но при Деметриас успяват, въпреки усилията на Фламини да убеди жителите на града да останат верни на Рим.[4]
- Етолийците призовават за помощ селевкидсйия цар Антиох III, който преминава по море от Азия в Деметриас, Гърция с войска от 10 000 войници пехота, 500 войници кавалерия и 6 слона.[4] Той се среща с водачите на Етолийския съюз в Ламия и е обявен от тях за техен върховен командир.[3]
- Антиох изпраща посланици до ахейците, но Фламинин ги убеждава да останат верни на Рим. Междувременно Халкида е превзета и цяла Евбея преминава на страната на селевкидския цар.[3]

## Починали
- Набис, последният цар на независима Спарта